# Windhoek-Pionierspark
Pionierspark (afrikaans; englisch Pioneers Park) ist eine Vorstadt von Windhoek und liegt im südwestlichen Teil der Stadt. Pionierspark grenzt im Norden an Hochlandpark, im Osten an das Südliche Industriegebiet und im Süden an Academia sowie die Universität von Namibia.
Pionierspark ist seit der Unabhängigkeit Namibias im Jahre 1990 stark gewachsen, was auch zu einer teilweisen Erweiterung des Stadtgebietes Richtung Westen in das ansonsten unbewohnte Khomashochland führte. Neben Industrie und Gewerbe findet sich hier Wohnviertel der mittleren Einkommensschichten aller Volksgruppen.
In Pionierspark liegt auch der Windhoeker Hauptfriedhof Gammams und die Sportfelder des Wanderers Sports Club.